# ペイパルブル
ペイパルブル (Papal Bull) はイギリスの競走馬である。

## 経歴
2004年（1歳）、セリ市へ上場され、10万ギニー（約2500万円）でクールモアグループ3名の所有となる。

### 戦績
2005年（2歳）、9月にニューマーケット競馬場で行われた条件戦でデビューし4着。続くソールズベリー競馬場での未勝利戦は2着。そして10月にレスター競馬場で行われた未勝利戦を1番人気で制し、初勝利を挙げた。
2006年（3歳）、4月にニューマーケット競馬場で行われたハンデ戦で勝利し、5月に重賞初出走となるチェスターヴェース (G3) に出走し、1番人気で重賞初挑戦で初勝利を挙げた。そしてダービーステークス (G1) に出走するが、17番人気で10着という結果に終わった。続くアスコット競馬場で行なわれたキングエドワード7世ステークス (G2) では同年秋にブリーダーズカップターフを制すことになるレッドロックスをクビ差で重賞2勝目を挙げた。しかし次のグレートヴォルティジュールステークス (G2) は、1番人気に推されるも8着という結果に終わった。初の遠征となるフランスでのニエル賞 (G2) は、レイルリンクに敗れ5着だった。
2007年（4歳）、5月のジョッキークラブステークス (G2) から始動したが4着、続くブリガディアジェラードステークス (G3) は5着だったが、その後のプリンセスオブウェールズステークス (G2) を制し、久々に勝利を挙げた。そして8月にジェフリーフリーアステークス (G3) も制し、9月21日にアークトライアル (G3) に出走したが3着だった。その後第27回ジャパンカップに予備登録を行い招待を受諾し、11月15日に同じくイギリスから同レースに挑むハリカナサスと同じ便で成田空港に到着し、JRA競馬学校に移動し輸入検疫を受け、11月19日にはゲート試験に合格した。11月21日に東京競馬場へ移動した。そして迎えたジャパンカップではこの年の外国馬最先着となる7着という結果だった。
2008年（5歳）、休養中に馬主がイギリスのグーリー・パチェットとアイルランドのデーヴィッド・スタックが立ち上げた馬主組織であるペイパルブル・シンジケートに変更され、6月のコロネーションカップ (G1) から始動したが4着、続くプリンセスオブウェールズステークス (G2) とキングジョージ6世&クイーンエリザベスステークス (G1) では共に2着だった。8月にはドイツに初遠征し、ラインラントポカルに出走したが3着だった。しかし後日1着馬のオリエンタルタイガーが薬物使用のより失格となり2着に繰り上げとなった。そして、10月5日の第87回凱旋門賞に出走したが、12着に終わった。凱旋門賞後は前年に続き予備登録を行っていたジャパンカップへの招待を受諾し、11月20日に同じくイギリスから同レースに挑むシックスティーズアイコンとパープルムーンと同じ便で成田空港に到着し、JRA競馬学校に移動し輸入検疫を受けた。そして、11月30日の第28回ジャパンカップに出走したが、いいところなく14着に敗れた。このレースを最後に現役を引退した。

### 種牡馬時代
2009年からアイルランドで種牡馬入りした。

## 競走成績
| 年月日 | 年月日 | 年月日 | 競馬場           | 競走名                      | 格 | 頭数 | 枠番 | 馬番 | オッズ （人気） | オッズ （人気） | 着順 | 騎手           | 斤量 | 距離（馬場）  | タイム （上り3F） | タイム 差 | 勝ち馬/（2着馬）           |
| 2005   | 9.     | 3      | ニューマーケット | 2歳条件戦                   |    | 8    |      |      |                 |                 | 4着  | K.ファロン     | 55.5 | 芝1400m（良） | 1:27.7（-.-）     | 0.4       | プライマリー               |
|        | 9.     | 28     | ソールズベリー   | 2歳未勝利戦                 |    | 13   |      |      |                 |                 | 2着  | K.ファロン     | 57   | 芝1600m（良） | 1:45.0（-.-）     | 0.2       | ボッテン                   |
|        | 10.    | 11     | レスター         | 2歳未勝利戦                 |    | 13   |      |      |                 |                 | 1着  | K.ファロン     | 56   | 芝1400m（良） | 1:25.8（-.-）     |           | （クストー）               |
| 2006   | 4.     | 20     | ニューマーケット | 3歳ハンデ戦                 |    | 10   |      |      |                 |                 | 1着  | K.ファロン     | 59   | 芝2000m（良） | 2:05.8（-.-）     |           | （リナスセレクション）     |
|        | 4.     | 11     | チェスター       | チェスターヴァーズ          | G3 | 5    |      |      |                 |                 | 1着  | K.ファロン     | 56   | 芝2460m（良） | 2:35.2（-.-）     |           | （ドラゴンダンサー）       |
|        | 6.     | 3      | エプソム         | ダービーステークス          | G1 | 18   |      |      |                 |                 | 10着 | R.ウィンストン | 57   | 芝2400m（良） | 2:36.6（-.-）     | 1.4       | サーパーシー               |
|        | 6.     | 23     | アスコット       | キングエドワード7世S        | G2 | 9    |      |      |                 |                 | 1着  | K.ファロン     | 56   | 芝2400m（良） | 2:28.0（-.-）     | 0.0       | （レッドロックス）         |
|        | 8.     | 22     | ヨーク           | グレートヴォルティジュールS | G2 | 10   |      |      |                 |                 | 8着  | R.ムーア       | 57.5 | 芝2400m（稍） | 2:38.3（-.-）     | 3.4       | ユームザイン               |
|        | 9.     | 10     | ロンシャン       | ニエル賞                    | G2 | 6    |      |      |                 |                 | 5着  | K.ファロン     | 58   | 芝2400m（良） | 2:32.7（-.-）     | 0.8       | レイルリンク               |
| 2007   | 5.     | 6      | ニューマーケット | ジョッキークラブS           | G2 | 5    |      |      |                 |                 | 4着  | K.マケヴォイ   | 57.5 | 芝2400m（良） | 2:34.5（-.-）     | 1.0       | シックスティーズアイコン   |
|        | 5.     | 31     | サンダウン       | ブリカディアジェラードS     | G3 | 7    |      |      |                 |                 | 5着  | J.ムルタ       | 59.5 | 芝2000m（稍） | 2:10.1（-.-）     | 1.4       | テークアバウ               |
|        | 7.     | 12     | ニューマーケット | プリンセスオブウェールズS   | G2 | 12   |      |      |                 |                 | 1着  | R.ムーア       | 58   | 芝2400m（良） | 2:34.5（-.-）     |           | （シャヒン・レーヴロック） |
|        | 8.     | 18     | ニューベリー     | ジェフリーフリーアS         | G3 | 5    |      |      |                 |                 | 1着  | R.ムーア       | 60.5 | 芝2660m（良） | 2:53.8（-.-）     |           | （シャヒン）               |
|        | 9.     | 21     | ニューベリー     | アークトライアル            | G3 | 6    |      |      |                 |                 | 3着  | R.ムーア       | 61   | 芝2200m（良） | 2:18.1（-.-）     | 2.0       | ハリカナサス               |
|        | 11.    | 25     | 東京             | ジャパンC                   | GI | 18   | 4    | 7    | 52.2（9人）     |                 | 7着  | R.ムーア       | 57   | 芝2400m（良） | 2:25.5 (34.3)     | 0.8       | アドマイヤムーン           |
| 2008   | 6.     | 6      | エプソム         | コロネーションC             | G1 | 11   |      |      | -.-（6人）      |                 | 4着  | R.ムーア       | 57   | 芝2400m（良） | 2:37.2（-.-）     | 0.4       | ソルジャーオブフォーチュン |
|        | 7.     | 10     | ニューマーケット | プリンセスオブウェールズS   | G2 | 6    |      |      |                 |                 | 2着  | R.ムーア       | 58   | 芝2400m（稍） | 2:33.5（-.-）     | 0.2       | ルカーノ                   |
|        | 7.     | 26     | アスコット       | KG6世&QES                   | G1 | 8    |      |      | -.-（5人）      |                 | 2着  | O.ペリエ       | 60.5 | 芝2400m（良） | 2:28.0（-.-）     | 0.1       | デュークオブマーマレード   |
|        | 8.     | 17     | ケルン           | ラインラントポカル          | G1 | 6    |      |      |                 |                 | 2着  | R.ムーア       | 60   | 芝2400m（良） | 2:27.9（-.-）     | 0.1       | カムジン                   |
|        | 10.    | 5      | ロンシャン       | 凱旋門賞                    | G1 | 16   |      |      |                 |                 | 12着 | J.フォーチュン | 59.5 | 芝2400m（稍） | 2:30.4（-.-）     | 1.6       | ザルカヴァ                 |
|        | 11.    | 30     | 東京             | ジャパンC                   | GI | 17   | 7    | 14   | 26.0（7人）     |                 | 14着 | R.ムーア       | 57   | 芝2400m（良） | 2:26.7 (34.9)     | 1.2       | スクリーンヒーロー         |

※距離はメートル、斤量はキログラムに換算。

## 血統表
| ペイパルブルの血統サドラーズウェルズ系 / Northern Dancer3×5=15.63%、Hail to Reason4×5=9.38% | ペイパルブルの血統サドラーズウェルズ系 / Northern Dancer3×5=15.63%、Hail to Reason4×5=9.38% | ペイパルブルの血統サドラーズウェルズ系 / Northern Dancer3×5=15.63%、Hail to Reason4×5=9.38% | （血統表の出典）      | （血統表の出典） |
| 父 Montjeu 1996 鹿毛                                                                        | 父の父Sadler's Wells 1981 鹿毛                                                              | Northern Dancer                                                                             | Nearctic              | Nearctic         |
| 父 Montjeu 1996 鹿毛                                                                        | 父の父Sadler's Wells 1981 鹿毛                                                              | Northern Dancer                                                                             | Natalma               |                  |
| 父 Montjeu 1996 鹿毛                                                                        | 父の父Sadler's Wells 1981 鹿毛                                                              | Fairy Bridge                                                                                | Bold Reason           | Bold Reason      |
| 父 Montjeu 1996 鹿毛                                                                        | 父の父Sadler's Wells 1981 鹿毛                                                              | Fairy Bridge                                                                                | Special               |                  |
| 父 Montjeu 1996 鹿毛                                                                        | 父の母Floripedes 1985 鹿毛                                                                  | Top Ville                                                                                   | High Top              | High Top         |
| 父 Montjeu 1996 鹿毛                                                                        | 父の母Floripedes 1985 鹿毛                                                                  | Top Ville                                                                                   | Sega Ville            |                  |
| 父 Montjeu 1996 鹿毛                                                                        | 父の母Floripedes 1985 鹿毛                                                                  | Toute Cy                                                                                    | Tennyson              | Tennyson         |
| 父 Montjeu 1996 鹿毛                                                                        | 父の母Floripedes 1985 鹿毛                                                                  | Toute Cy                                                                                    | Adele Toumignon       |                  |
| 母 Mialuna 1997 鹿毛                                                                        | 母の父Zafonic 1990 鹿毛                                                                     | Gone West                                                                                   | Mr. Prospector        | Mr. Prospector   |
| 母 Mialuna 1997 鹿毛                                                                        | 母の父Zafonic 1990 鹿毛                                                                     | Gone West                                                                                   | Secrettame            |                  |
| 母 Mialuna 1997 鹿毛                                                                        | 母の父Zafonic 1990 鹿毛                                                                     | Zaizafon                                                                                    | The Minstrel          | The Minstrel     |
| 母 Mialuna 1997 鹿毛                                                                        | 母の父Zafonic 1990 鹿毛                                                                     | Zaizafon                                                                                    | Mofida                |                  |
| 母 Mialuna 1997 鹿毛                                                                        | 母の母Mamaluna 1986 栗毛                                                                    | Roberto                                                                                     | Hail to Reason        | Hail to Reason   |
| 母 Mialuna 1997 鹿毛                                                                        | 母の母Mamaluna 1986 栗毛                                                                    | Roberto                                                                                     | Bramalea              |                  |
| 母 Mialuna 1997 鹿毛                                                                        | 母の母Mamaluna 1986 栗毛                                                                    | Kadesh                                                                                      | Lucky Mel             | Lucky Mel        |
| 母 Mialuna 1997 鹿毛                                                                        | 母の母Mamaluna 1986 栗毛                                                                    | Kadesh                                                                                      | News Release F-No.2-o |                  |